# Fresh Body Shop
Fresh Body Shop es un one man band creado en 2006 por el músico francés Pierre Rousseau (AKA Pedro Rousseau). 
Aunque el proyecto tomó la forma de un grupo para dar conciertos, las piezas han sido escritas, grabadas y producidas por Pierre Rousseau. El grupo Fresh Body Shop ha actuado especialmente en el escenario de l’ Autre Canal (Nancy - Francia) durante el festival Ere Libre de octubre de 2010, reuniendo a artistas muy difundidos en creative commons.

## Creative Commons
Pedro Rousseau decidió desde el principio lanzar la música de Fresh Body Shop por medio de creative commons, llegando a convertirse en uno de los artistas franceses más populares en este sector a través de la plataforma Jamendo. Gracias a su popularidad en Jamendo, Fresh Body Shop ha superado los 19 millones de reproducciones y el millón de descargas en 2019. En septiembre de 2018, Fresh Body Shop ocupó el puesto n° 1 en la sección Best of Indie artists de Jamendo, así como en las categorías pop y rock.

## Youtubers
En 2014, Pedro Rousseau se da cuenta de que la canción de Fresh Body Shop, Rainbow Stone, está siendo utilizada como jingle por el famoso youtuber colombiano Juan Pablo Jaramillo. Pedro toma medidas para comunicarse con el youtuber a fin de ser acreditado  de acuerdo con los criterios impuestos por la licencia creative commons, pero no tiene éxito . Entonces contacta con la Plataforma de YouTube, que decide cerrar la cadena del youtuber por infracción de los derechos de autor. Pedro y Juan Pablo finalmente se ponen en contacto y se arreglan amistosamente para que la canción Rainbow Stone se acredite en todos los videos del youtuber, teniendo este último  la posibilidad de usar la pieza gratuitamene para todos sus videos. Desde entonces la pieza  Rainbow Stone es asociada con Jaramishow por los fanes del youtuber.

## Soundtracks (películas/series)
La música de Fresh Body Shop se usa con frecuencia en series estadounidenses.
| Canción                | Serie/Película                                                                                         |
| ---------------------- | --- |
| Draw the Circle        | Dexter (temporada 7, episodio 6)                                                                       |
| Never End Up Like This | Zoo (temporada 1, episodio 3)                                                                          |
| Kids in Toyland        | The Fosters (temporada 2, episodio 14)                                                                 |
| White Silk Toga        | Shameless (temporada 8, episodio 2) Walker (temporada 1, episodio 2)                                   |
| Bring Me Down          | Shameless Hall of Shame (temporada 1, episodios 5 y 6)                                                 |
| You've Got Time        | Grace and Frankie (temporada 6, episodio 13)                                                           |
| Make it Out            | American Crime Story (temporada 3, episodio 10)                                                        |
| Doctor X               | Charmed - streaming version (temporada 3, episodio 5)                                                  |
| Sunday’s Dirt          | Charmed - streaming version (temporada 4, episodio 1)                                                  |
| Wings                  | C'est quoi cette famille?! (película) (acreditada en el álbum de la banda sonora como Pierre Rousseau) |

## Trailer music
Pedro Rousseau es también un compositor de música de trailer music. Colaboró con Immediate Music en los álbumes Frenzy y Fury, así como con Q-Factory en los álbumes Industrial Rage y Pulses 2.